# László Aranka
László Aranka, Kovács Lajosné (Szeged, 1934. május 10. – Szolnok, 2018. október 26.) magyar orvos, csecsemő- és gyermekgyógyász, humángenetikus, kórboncnok, az orvostudományok doktora (1986), professor emerita.

## Életútja
A Szegedi Egyetem Orvosi Karán szerzett diplomát. Nyolc évig a Kórbonctani és Kórszövettani Intézet, majd nyugdíjba vonulásáig, közel ötven évig a Gyermekklinika munkatársa volt. 1986-tól az orvostudomány (MTA) doktora volt. Közel 300 tudományos közleménye jelent meg. A magyar gyermekgyógyásznők közül elsőként lett az orvostudományok doktora és elsőként lett egyetemi tanár (1989). 15 évig volt a szegedi gyermekklinika igazgató-helyettese.

## Díjai
- Schöpf-Mérei Ágost-emlékérem (2002)
- Huzella Tivadar-díj (2008)
- Magyar Felsőoktatásért emlékplakett (2009)
- Batthyány-Strattmann László-díj (2010)